# 모의법정
모의법정(mock trial)은 가상의 재판을 교육훈련을 목적으로 하는 것을 말하며 주로 법학을 공부하는 학생들이 시행한다.

## 모의법정대회
- 전국국제중재모의법정대회: 김앤장법률사무소에서 주최하는 대회로 2010년 첫 대회가 시행되었으며 126명, 총 38개팀이 참가신청을 하였다.
- 가인 법정변론 경연대회
- 비스 모의법정 대회

## 같이 보기
- 모의 유엔
- 구체적 사건성

## 참고 문헌
- 연합뉴스 2010/07/13 김앤장, 영어 국제중재모의법정 국내 첫 개최
- 법률신문 2010-08-13 모의법정 경연대회 사상 첫 전 과정 영어로 진행[깨진 링크(과거 내용 찾기)]
- 제1회 전국 모의국제중재 경연대회 요강[깨진 링크(과거 내용 찾기)]